# Presa Rodríguez
Koordinaten: 32° 27′ N, 116° 55′ W
Presa Rodríguez ist ein Ortsteil im Municipio Tijuana im mexikanischen Bundesstaat Baja California.  Der Ortsteil liegt im südöstlichen Teil von Tijuana in unmittelbarer Nähe am Río Tijuana. Die Hauptstraße durch den Ort führt zum Staudamm Presa-Abelardo L. Rodríguez. 